# Wolkenhäuschen

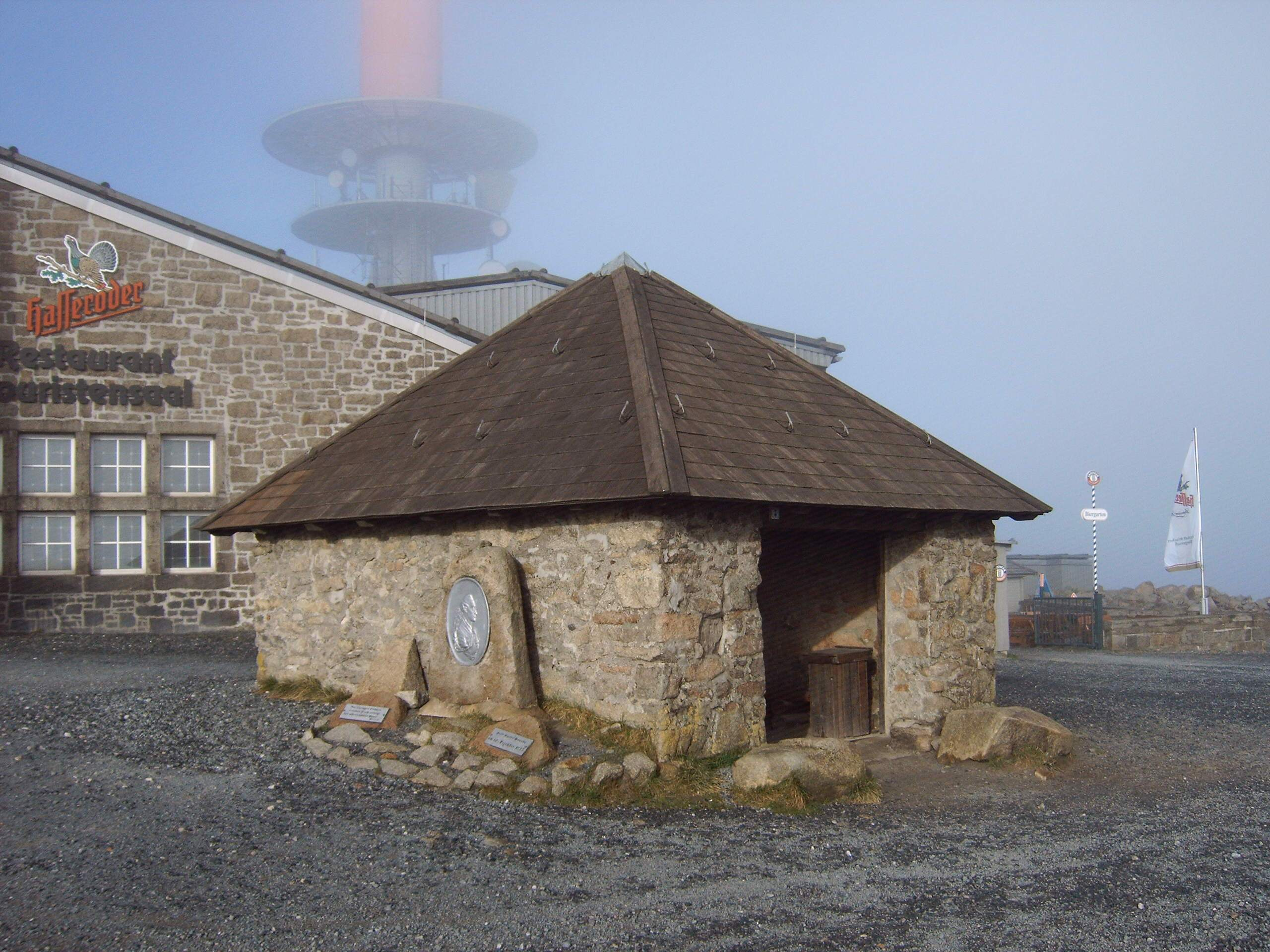
Wolkenhäuschen auf dem Brocken; links die Goethe-Tafel; im Hintergrund Brockenhotel und Funkmast

Das Wolkenhäuschen ist ein Gebäude auf dem Gipfel des Brockens im Harz. Es entstand als erste bekannte Bebauung des höchsten Harzgipfels und ist trotz der wechselvollen Geschichte des Berges bis heute erhalten.

## Geschichte
Das unter Denkmalschutz stehende Gebäude wurde 1736 auf Veranlassung des Grafen Christian Ernst zu Stolberg-Wernigerode errichtet. Die Baukosten betrugen 17 Taler. Das mehr einen überdachten Unterstand darstellende Wolkenhäuschen sollte Wanderern auf dem Brocken eine Unterkunft ermöglichen. Das Gebäude wurde aus Steinen auf einem quadratischen Grundriss errichtet und erhielt ein kleines hölzernes Spitzdach. Die Ritzen zwischen den Steinen wurden mit Moos gestopft. Im Inneren des einfachen Hauses standen einige Holzbänke. Schon früh bürgerte sich der Name Wolkenhäuschen ein, nachdem es zuerst nur als kleines Haus auf dem Brocken bezeichnet wurde. Ursächlich für den neuen Namen waren die klimatischen Bedingungen des an 306 Tagen im Jahr in Nebel gehüllten Brockens. Das Haus war zunächst auf dem Brockengipfel und im weiten Umkreis darüber hinaus das einzige Gebäude. Ab 1800 folgte das Brockenhotel, das mehrfach durch Brand und 1945 durch Bombenangriff zerstört wurde.
1927 wurde an der südlichen Seite des Hauses eine Tafel zum Gedenken an den Besuch Goethes im Jahr 1777 befestigt. Am 17. April 1945 griff die US-amerikanische Luftwaffe kurz vor Ende des Zweiten Weltkriegs den Brockengipfel an und zerstörte das große hier errichtete Brockenhotel und weitere Einrichtungen. Auch das Wolkenhäuschen erlitt Schäden.
Im Jahr 1954 restaurierten Mitglieder des Kulturbundes der DDR das Haus und ließen auch die Goethetafel in Ilsenburg neu gießen. Es war geplant das Wolkenhäuschen zu einer Goethegedenkstätte umzugestalten.
Mit dem Bau der Mauer am 13. August 1961 wurde der unmittelbar an der innerdeutschen Grenze zwischen DDR und BRD gelegene Brocken gänzlich abgeriegelt und war für Privatpersonen nicht mehr betretbar. Das auf dem Gipfel stationierte Militär nutzte das Haus um Baumaterial zu lagern und um Fahrzeuge unterzustellen. Die Goethetafel verschwand.
Nach der Öffnung der Grenze 1989 erfolgte schnell eine erneute Restaurierung. 1990 weihte Maria Fürstin zu Stolberg-Wernigerode eine neue Goethetafel ein. Einige Meter vom Wolkenhäuschen entfernt wurde am 8. November 1996 ein Bildnis Heinrich Heines befestigt.
Heute ist das Wolkenhäuschen dicht von anderen Bebauungen des Brockengipfels, so dem neuen Brockenhotel und dem Museum Brockenhaus, umgeben.